# Ocrisiona melanopyga
Ocrisiona melanopyga är en spindelart som beskrevs av Simon 1901. Ocrisiona melanopyga ingår i släktet Ocrisiona och familjen hoppspindlar. Inga underarter finns listade i Catalogue of Life.